# 華氏451度 (2018年電影)
《華氏451度》（英語：Fahrenheit 451）是一部2018年美國反烏托邦電視電影，由拉敏·巴赫拉尼執導並與阿米爾·納德瑞共同編劇，麥可·B·喬丹和麥可·夏儂主演。該片改編自雷·布萊伯利的1953年同名小說，其故事描述在未來社會中，書籍是被禁止和燒毀的物品，而這也是消防員的工作。《華氏451度》定於2018年5月19日在HBO首播。

## 劇情
在遙遠的未來社會，所有的書籍都被禁止存在並被命令燒毀，而這也是消防員的工作。消防員蓋·蒙塔格就是其中之一，他毫不懷疑動機地執行自己的工作。直到蒙塔格遇見另一名會讓他挑戰自己的行為和信念的人時，一切的事情都將產生變化。

## 演員
- 麥可·B·喬丹 飾 蓋·蒙塔格（英语：Guy Montag）[2]
- 麥可·夏儂 飾 畢堤隊長（Captain Beatty）[2]
- 蘇菲亞·波提拉 飾 克萊莉絲（Clarisse）[2]
- 莉莉·辛格 飾 瑞雯（Raven）
- 蘿拉·哈里爾 飾 米爾德里德·「米莉」·蒙塔格（Mildred "Millie" Montag）
- 馬丁·唐納文 飾 尼亞里處長（Comissioner Nyari）
- 安迪·麥昆（Andy McQueen） 飾 葛斯塔夫（Gustavo）
- 狄恩·泰勒（英语：Dylan Taylor (actor)） 飾 道格拉斯（Douglas）
- 葛莉絲·林恩·龔（英语：Grace Lynn Kung） 飾 毛會長（Chairman Mao）
- 凱爾·杜拉（英语：Keir Dullea） 飾 歷史學家

## 製作
導演拉敏·巴赫拉尼早於2016年6月就開始計劃將雷·布萊伯利的1953年小說《華氏451度》改編成電視電影，並由HBO出資製作。2017年4月，麥可·夏儂與麥可·B·喬丹確認出演，而喬丹也將擔任執行製片人的角色。6月，蘇菲亞·波提拉簽約參演。YouTube名人莉莉·辛格也加入了該片的演出，而蘿拉·哈里爾則會飾演喬丹角色的妻子米莉。主要拍攝於2017年7月開始進行。8月時，宣布了其他的演員，包括馬丁·唐納文、安迪·麥昆和葛莉絲·林恩·龔。

## 發行
2018年1月11日，HBO的推特帳戶釋出了首支電影前導預告片。2018年2月26日，正式預告片釋出。2018年3月23日，據報導，《華氏451度》定於2018年5月19日晚間八點播出。

## 外部連結
- 互联网电影数据库（IMDb）上《華氏451度》的资料（英文）